# Sri-lankische Cricket-Nationalmannschaft gegen Pakistan in der Saison 1990/91
Die Tour der sri-lankischen Cricket-Nationalmannschaft gegen Pakistan in der Saison 1990/91 fand vom 20. bis zum 21. Oktober 1990 in den Vereinigten Arabischen Emiraten statt. Die internationale Cricket-Tour war Bestandteil der Internationalen Cricket-Saison 1990/91 und umfasste und zwei ODIs. Die Serie endete 1–1 unentschieden.

## Vorgeschichte
Pakistan bestritt zuvor eine Tour gegen die West Indies, Sri Lanka eine Tour in Indien.
Das letzte Aufeinandertreffen der beiden Mannschaften bei einer Tour fand in der Saison 1985/86 in Sri Lanka statt.

## Stadion
Das folgende Stadion wurde für die Tour als Austragungsort vorgesehen.
| Stadion                             | Stadt   | Kapazität | Spiele      |
| ----------------------------------- | ------- | --------- | ----------- |
| Sharjah Cricket Association Stadium | Sharjah | 27.000    | 1. & 2. ODI |

## Kaderlisten
Die folgenden Kader wurden von den Mannschaften benannt.
| ODI | ODI |
| Pakistan | Sri Lanka |
| --- | --- |
| - Aamer Sohail - Aaqib Javed - Akram Raza - Ijaz Ahmed - Imran Khan - Javed Miandad - Mushtaq Ahmed - Saeed Anwar - Saleem Yousuf - Saleem Malik - Waqar Younis - Wasim Akram - Zahid Fazal | - Asanka Gurusinha - Sanath Jayasuriya - Graeme Labrooy - Roshan Mahanama - Champaka Ramanayake - Arjuna Ranatunga - Dammika Ranatunga - Rumesh Ratnayake - Charith Senanayake - Hashan Tillakaratne - Jayananda Warnaweera - Aravinda deSilva |

## One-Day Internationals

### Erstes ODI in Sharjah
| 20. Dezember Scorecard | Sharjah | Pakistan 170 (45/45)            | – | Sri Lanka 172-4 (29.5/45) |
|                        |         | Sri lanka gewinnt mit 6 Wickets |   |                           |

### Zweites ODI in Sharjah
| 20. Dezember Scorecard | Sharjah | Pakistan 181-9 (43/43)       | – | Sri Lanka 131-9 (43/43) |
|                        |         | Pakistan gewinnt mit 50 Runs |   |                         |